# 阿尔基利诺斯
阿尔基利诺斯，是西班牙卡斯蒂利亚-莱昂萨莫拉省的一个市镇。 总面积18平方公里，总人口166人（2001年），人口密度9人/平方公里。